# Johns Hopkins
Johns Hopkins (19. května 1795, Anne Arundel County, USA – 24. prosince 1873, Baltimore, USA) byl americký podnikatel, abolicionista a filantrop.
Díky jeho jmění byla založena řada obecně prospěšných institucí, které nesou jeho jméno, např. Univerzita Johnse Hopkinse, nemocnice Johns Hopkins Hospital, Johns Hopkins School of Medicine aj.

## Životopis
Johns Hopkins se narodil v kvakerské rodině jako druhý nejstarší z 11 sourozenců. Jméno dostal po svém dědečkovi, který tak byl pojmenován poté, co se jeho matka Margaret Johns provdala za Gerarda Hopkinse.
V roce 1807 Johnsovi rodiče v souladu se svým přesvědčením dali svobodu otrokům, kteří pro ně pracovali na tabákové plantáži. Dvanáctiletý Johns tak nastoupil do práce na rodinné farmě. Od 17 let byl zaměstnán ve firmě svého strýce, která provozovala velkoobchod s potravinami. Tehdy se zamiloval do své sestřenice Elizabeth, jejich víra však sňatek mezi příbuznými nedovolovala. Jak Johns, tak Elizabeth ani později v životě nevstoupili do manželství.
Když jeho strýc bojoval v britsko-americké válce, Johns převzal řízení obchodu. V roce 1819 ustavil se svými bratry firmu Hopkins & Brothers Wholesalers. Většina Hopkinsova bohatství nicméně pocházela z jeho investic do různých podniků, zejména do Baltimore and Ohio Railroad, v němž se stal roku 1847 ředitelem. Zastával také funkci prezidenta Merchants' Bank a vedoucí pozici v dalších organizacích.